# 方升
方升（1478年—？年），字世猷，南直隶徽州府婺源縣平盈人，明朝政治人物。

## 生平
治《書經》，行七十，弘治十七年（1504年）甲子科應天府鄉試第六十四名舉人，年四十六歲中式嘉靖二年（1523年）癸未科會試第二百七十九名，第三甲第六十六名進士。授浙江永嘉县知县，被首辅张璁稱为“鐵漢”。历升南京太仆寺寺丞，十年三月升河南按察司佥事，十三年十月升湖广左参议，十六年二月官至福建按察司副使，巡视海道，後因考察致仕归乡。自题其室曰：“一官如洗人應笑，四壁皆空盗不窺”。家居林下二十余年，读书自娱。著有《亦愚集》、《南隐録》。

## 家族
曾祖方士熹。祖父方思達。父方文豹。母汪氏。永感下。兄方勤，壽官；方建。